# Regimiento de Infantería n.º 21 «Coquimbo»

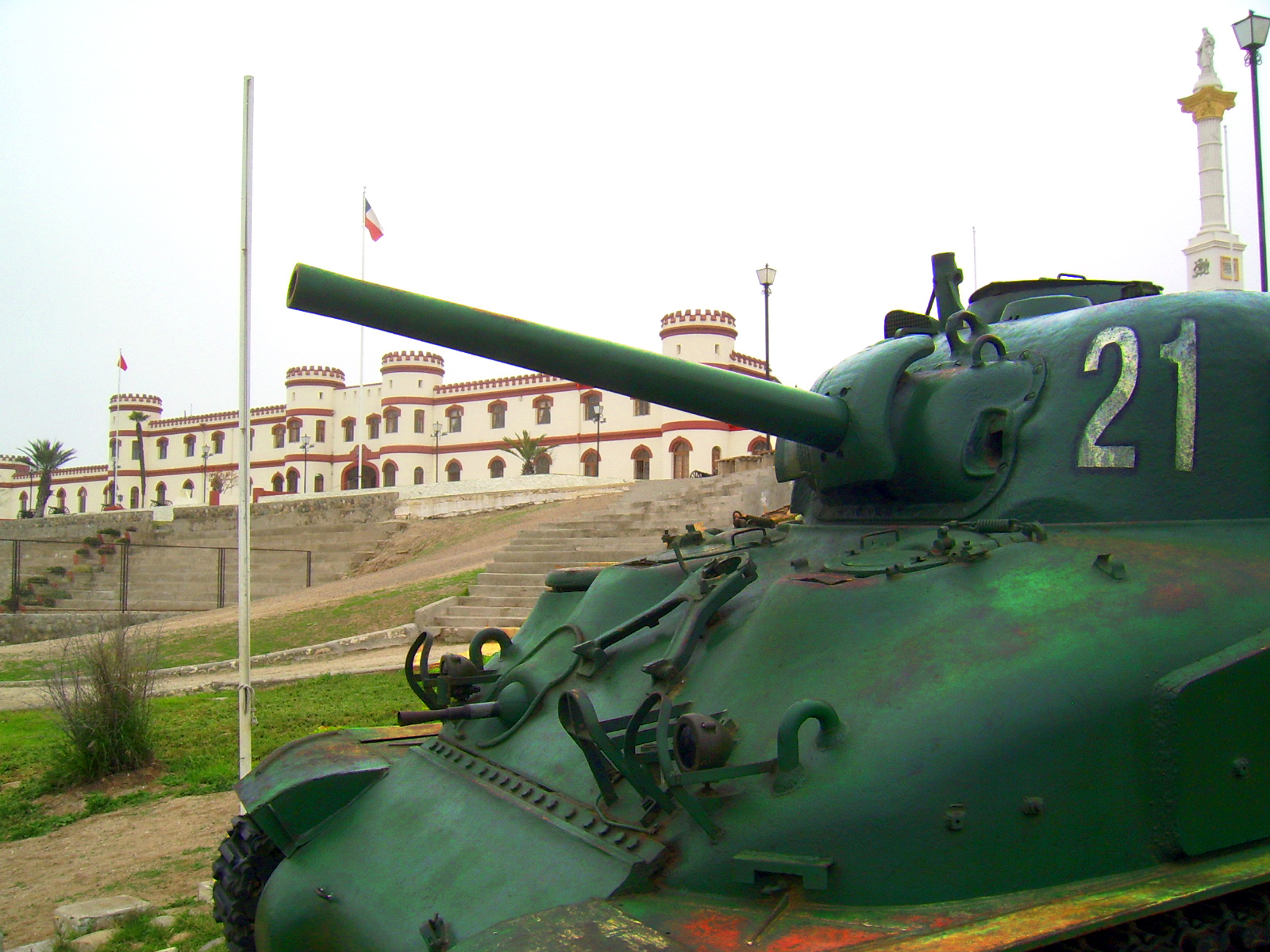
Vista del Regimiento Coquimbo.

El Regimiento N.º 21 «Coquimbo» —antes Regimiento de Infantería n.º 21 «Arica»— es una unidad militar que pertenece a la II División Motorizada del Ejército de Chile y cuya guarnición se encuentra en la ciudad de La Serena, en la Región de Coquimbo. Se constituyó por un batallón de infantería y adquirió su actual denominación el 24 de agosto de 2004. .

## Antecedentes
Los antecedentes del Regimiento «Coquimbo» pueden remontarse a 1817, año en el cual Bernardo O'Higgins dispuso la formación en la Intendencia de Coquimbo de un batallón llamado Batallón N.º 1 "Cazadores de Chile", denominado posteriormente Batallón N.º 1 "Cazadores de Coquimbo", que participó en 1818 en la Batalla de Maipú, y que, luego de marchar al sur del país, fue víctima de la masacre ocurrida tras el Combate de Tarpellanca de 1820.
Durante la Guerra del Pacífico, en junio de 1879, se formaron en la zona varias unidades de infantería cívica; el Batallón n.º 1 de Coquimbo fue movilizado en 1879, pasando a formar parte del Ejército de Operaciones Norte desde octubre de 1879, participando de las campañas de Tarapacá y de Tacna y Arica. Posteriormente por Decreto de fecha 31 de agosto de 1880, el Batallón es transformado en Regimiento participando en la campaña de Lima, siendo repatriado con el grueso del Ejército.
Posteriormente se formó un nuevo batallón denominado Batallón Coquimbo N° 3, el cual fue enviado a reforzar al Ejército de Ocupación del Perú. Fue disuelto en septiembre de 1891, pasando a constituir un batallón de artillería (Batallón de Artillería n.º 2). En noviembre de 1891 nuevamente es elevado a la categoría de regimiento (Regimiento de Artillería n.º 2), siendo trasladado a otras guarniciones (Santiago, San Felipe, Copiapó), entre 1894 y 1898.

## Historia

### El Coquimbo en la Batalla de Tacna
Los mineros coquimbanos, acostumbrados al cerro y al desierto, llegan a las trincheras pisando los talones del enemigo, que trata de resistir. 
El capitán Larraín Alcalde carga a la bayoneta con su compañía y remata los últimos grupos. Un coquimbo, ¿quién? Un soldado, trepa el primero y a caballo sobre el espaldón, grita a sus compañeros, con el fusil en alto: ¡Adelante rotos del Coquimbo! Dice y se dobla atravesado por cuatro balas. El centro está roto; el enemigo huye, el Coquimbo se cuela por el claro con fuego de avance.
El general recorre la línea, erguido y radiante, sobre su corcel de guerra. Los jefes salen a su paso a darle cuenta de las novedades del día. Al enfrentar al Coquimbo saluda su estandarte, que se inclina ante el Comando Supremo. Gloriosa bandera, dice; la he visto adelante, adelante. Que avance la escolta. Se adelanta el cabo Miguel de la C. Vera con la sagrada insignia en la cuja, y a su derecha el cabo Domingo Meléndez, bayoneta armada. Es cuanto queda de la escolta. El general levanta su kepí, saluda el estandarte y exclama conmovido: ¡Glorioso! ¡Glorioso! (El subteniente abanderado don Carlos Luis Ansieta fue herido gravemente y reemplazado por el subteniente don Juan Gualberto Varas, que herido, murió ocho días después. Sucediéronle los sargentos de la escolta Juan Nepomuceno Oyarce y Cristian Helberg, ambos muertos, y los cabos de la misma, Daniel Díaz, muerto, y Bernardo Segovia, herido.)."""
Las Cuatro Campanas de La Guerra del Pacífico, Por FRANCISCO A. MACHUCA. Tomo II

### Regimiento Arica
En 1898 el Regimiento de Artillería n.º 2 es instalado en La Serena, ocupando como cuartel el claustro de la Iglesia de Los Capuchinos hasta 1906. Por decreto de octubre de 1898 se le otorga el nombre de «Arica» (Regimiento de Artillería n.º 2 «Arica»), por su participación en el Asalto y Toma del Morro de Arica, durante la Guerra del Pacífico.
En 1906, el cuartel del regimiento se trasladada a la cima del cerro Santa Lucía de ciudad de La Serena. En 1937 adquiere como patronímico de la unidad el nombre de «General de División José Manuel Novoa» y, a partir de 1945, pasó a ser motorizado (Regimiento de Artillería Motorizado n.º 2 "Arica"). El 21 de julio de 1981, el regimiento pasa a denominarse Regimiento de Infantería n.º 21 «Arica».

### Regimiento Coquimbo
El 24 de agosto del 2004, cambió su denominación a Regimiento de Infantería N° 21 «Coquimbo», adquiriendo como patronímico el de "Capitán de Fragata Arturo Prat Chacón". 

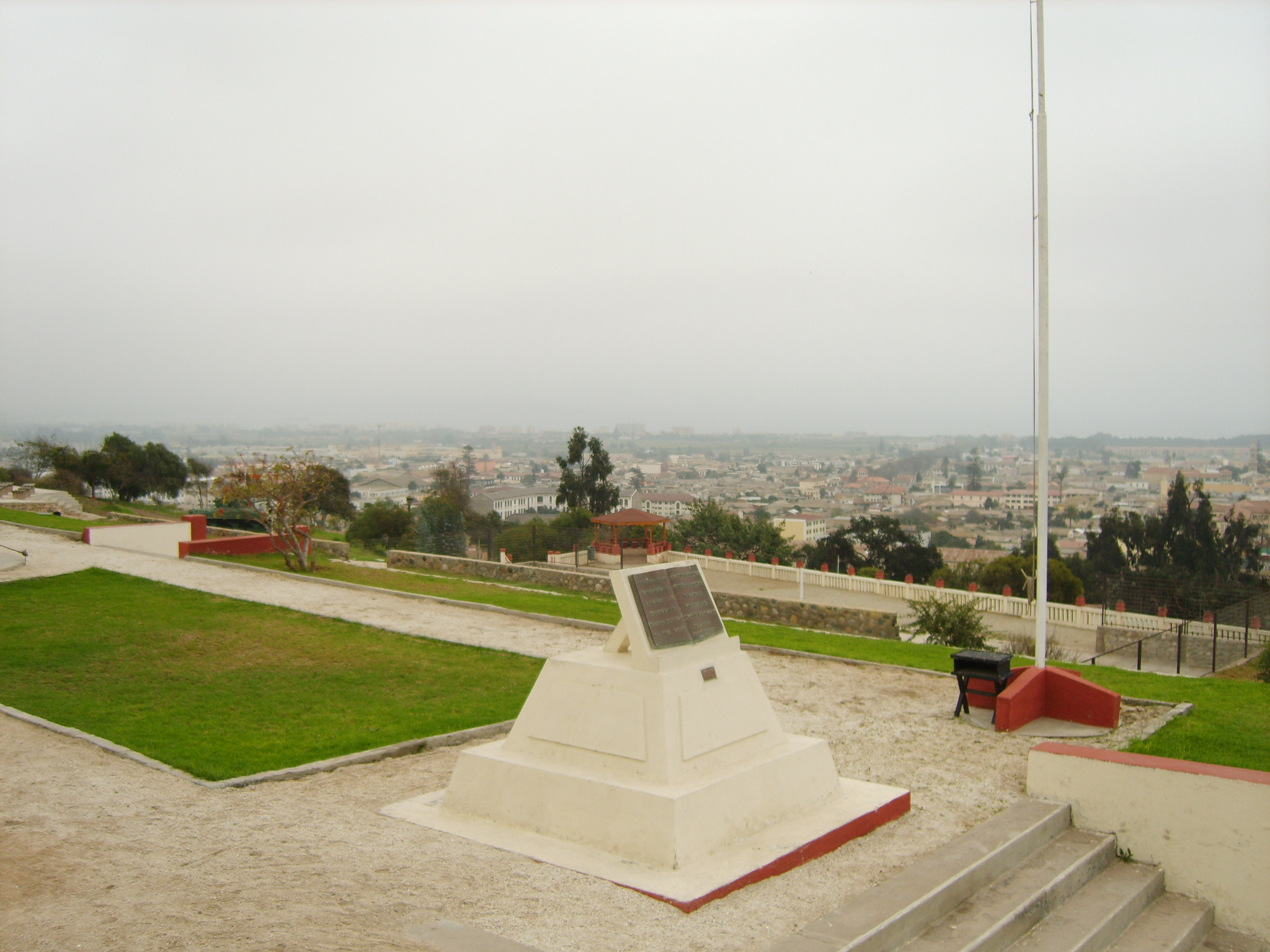
Placa conmemorativa a los héroes caídos en la Guerra del Pacífico, en las inmediaciones del Regimiento de Infantería N.21 «Coquimbo»

## Los cuarteles generales
El edificio que alberga al Regimiento «Coquimbo» es icónico en el paisaje urbano de la ciudad de La Serena. Se encuentra en el camino Cerro Santa Lucía S/N, entre el callejón El Molino y el camino al Cementerio, y tiene un emplazamiento privilegiado, mirando a la costa de la ciudad. Su origen se remonta a fines del siglo XVIII, cuando el corregidor General don Gregorio Dimas de Echaurren ordenó construir en lo alto del Cerro Santa Lucía de La Serena un almacén para guardar la pólvora del rey. El edificio actual, de estilo neocolonial, fue construido durante el gobierno de Gabriel González Videla, en el marco del Plan Serena que reestructuró y dio una nueva identidad urbana y arquitectónica a la ciudad.
El edificio tiene dos pisos y una extensión de 125 metros de frente; posee seis torreones, los que pueden ser apreciados desde cualquier parte de la ciudad. También posee dos fuertes de costa, cada uno con un cañón Low Moor de fabricación inglesa y que datan de 1866.
El edificio que alberga al Regimiento «Coquimbo» se encuentra emplazado en el parque Santa Lucía, donde se observan obras escultóricas de valor patrimonial. Frente al edificio se encuentra una placa conmemorativa a los soldados del regimiento caídos en la Guerra del Pacífico.

### Violaciones a los DD.HH
Durante la dictadura militar de Pinochet, el ex-Regimiento «Arica» operó como el principal lugar de detención, tortura y ejecución por parte del Ejército de Chile a presos políticos de la Región de Coquimbo. La investigación de la Comisión Valech recibió más de 100 denuncias de hombres y mujeres que pasaron y sufrieron torturas al interior de los cuarteles del ex-Regimiento «Arica» entre 1973 y 1974; muchos de ellos provenían de la cárcel pública de La Serena. 
En octubre de 1973, el general Sergio Arellano Stark y la comitiva de militares chilenos que formaban la llamada Caravana de la Muerte aterrizaron en el ex-Regimiento «Arica». Su paso por el recinto militar dejó un saldo de 15 militantes y simpatizantes de izquierda fusilados, entre los que se cuenta al músico, compositor y director de orquesta Jorge Peña Hen.
Las denuncias recibidas sobre los casos de violaciones a los derechos humanos ocurridas en el ex-Regimiento «Arica» entre 1973 y 1974 terminaron por llevar en 2018 a la justicia al militar y excomandante en jefe del Ejército chileno Juan Emilio Cheyre, juzgado a 3 años y 1 día de libertad vigilada como encubridor de los asesinatos perpetuados por la Caravana de la Muerte en la ciudad de La Serena. En ese fecha, Cheyre, de grado teniente, se desempeñaba como ayudante del comandante del regimiento, Ariosto Lapostol, y en ese cargo, habría estado al tanto de los movimientos y prácticas de los militares que pasaron por dichos cuarteles, incluyendo a Arellano Stark y su comitiva.